# Стратегічна глибина
Стратегічна глибина - термін у військовій літературі, що в широкому сенсі позначає відстань між реальною (чи потенційною) лінією зіткнення та ключовими промисловими районами, столицями, іншими великими містами сторін конфлікту. Одним з основних завдань військового стратега є врахування стратегічної глибини для оцінки чи вразливі ці об'єкти (як власні, так і противника) для швидкого удару чи методичний наступу, а також оцінити наявність можливості у сторін конфлікту для відступу углиб свої території з метою виснажити противника до того, як він буде здатний знищити джерела ресурсів до опору.     
Достатня стратегічна глибина надає змогу "обмінювати" простір на час коли противник наступає, отримуючи можливість для підготовки власного контрудару. Так Німеччина виявилась неспроможною розгромити СРСР у 1941-1942 році. Час, які витратили німці з червня  по грудень 1941 року на просування до Москви дозволив Радянському Союзу евакуювати значну частину своєї виробничої бази на схід від Уральських гір. Таким чином, евакуюванні заводи забезпечили виробництво зброї та військової техніки,  необхідної для радянського контрнаступу.

## Випадок Ізраїлю
Ізраїль - це "вузька" країна, і її міжнародно визнані кордони надають йому територію лише 137 кілометрів у найширшій частині та лише 14 кілометрів у вузькому місці (між Тулькармом і Тель-Авівівом). Низка ізраїльських лідерів (першим Абба Евен) називали міжнародно визнані кордони Ізраїлю (які ця держава мала з  1948 по 1967 рік) як "кордонами Аушвіцу" через потенційну загрозу знищення з боку регіональних противників. З 1967 року Ізраїль окупує Західний берег річки Йордан, дещо розширивши площу під власним ефективним військовим контролем.

Щоб компенсувати брак стратегічної глибини, Ізраїль "зобов'язаний перемогти" якщо вступає у війну. Це визначає важливість стримування (зокрема і  загрозою застосування ядерної зброї), забезпечення переваги у вогневій міці, а також використання превентивної війни для запобігання загрози вторгнення на власну територію. Іцхак Рабин заявив про Шестиденну війну (вважається класичним прикладом удару на випередження):
Глибинна філософія Ізраїлю - не починати війну, крім випадку, якщо активну війна ведеться проти нас. Ми тоді жили у своїх кордонах до Шестиденної війни, кордонах, які не давали Ізраїлю глибини—а значить, Ізраїль мав необхідність, коли б не почалась війна, відразу переходити у наступ, щоб перенести війну на ворожу територію.
Лідери Ізраїлю розглядають питання стратегічної глибини як важливий елемент у переговорах щодо його остаточних кордонів у рамках ізраїльсько–палестинського мирного процесу. Спірні питання включають поселення на Західному березі і потенційний контролю Ізраїлю над Йорданською рифтовою долиною після створення Палестинської держави.